# Тојота стадион
Тојота стадион (енгл. Toyota Stadium) је стадион у месту Тојота (Аичи), у регији Префектура Аичи
у Јапану. На овом стадиону се играју рагби и фудбалске утакмице. Тојота стадион користе ФК Нагоја и рагби тим Тојота Верблитц који се такмичи у Топ лиги. Тојота стадион биће један од стадиона на коме ће се играти утакмице светског првенства у рагбију 2019, које ће бити одржано у Јапану. Капацитет стадиона је 45 000 седећих места.